# 황혼의 산조르조마조레
황혼의 산조르조마조레(프랑스어: Saint-Georges majeur au crépuscule / 영어: Dusk in Venice, San Giorgio Maggiore by Twilight) 또는 베네치아의 일몰(영어: Sunset in Venice)은 프랑스의 인상파 화가 클로드 모네가 이탈리아 베네치아의 산조르조마조레 수도원섬을 그린 풍경화이다. 1908년 모네가 베네치아를 처음 방문할 당시 그렸던 풍경화 연작의 하나이다.
〈황혼의 산조르조마조레〉는 여러 본이 전해지고 있는데 그 가운데 하나는 영국 웨일스의 미술수집가인 그웬돌린 데이비스가 파리에서 구입하여 카디프 국립 박물관에 기증하였다. 다른 하나는 일본 도쿄의 브리지스톤 미술관에 소장되어 있다.

## 상세
〈황혼의 산조르조마조레〉는 약 65.2cm x 92.4cm 크기로 되어 있으며, 캔버스에 유채로 그려졌다. 주변의 바다 풍경 속에서 마법처럼 나타난 신비로운 건물을 묘사하고 있으며, 하늘과 수면이 구분되지 않아 마치 배경에 떠 있는 것처럼 그려쳤다. 가운데의 건물은 산조르조 마조레 성당으로 종탑이 그림 꼭대기까지 솟아 있으며, 성당의 형태는 조심스레 드러나지만 그 정체를 가릴 정도는 아니다. 오른쪽에는 산타 마리아 델라 살루테 성당의 희미한 돔 구조와 대운하의 입구가 보인다.
모네는 산 조르조 마조레 성당을 시간에 따라 자연조명이 달라지는 조건 하에서 총 여섯 차례 그렸다. 모네는 이전에도 노르망디의 일몰 (루앙 대성당과 건초더미)이나 런던의 일몰 (국회의사당) 등 다른 풍경을 주제로 다룬 적이 있다. 이러한 다채로운 접근 방식을 통해 '경험의 본질'에 초점을 맞춘 것이 핵심이다. 모네는 특히 베네치아의 일몰을 두고 "세상에서 유일무이한, 아름다운 일몰"이라 칭할 만큼 깊은 인상을 받았다.

## 역사

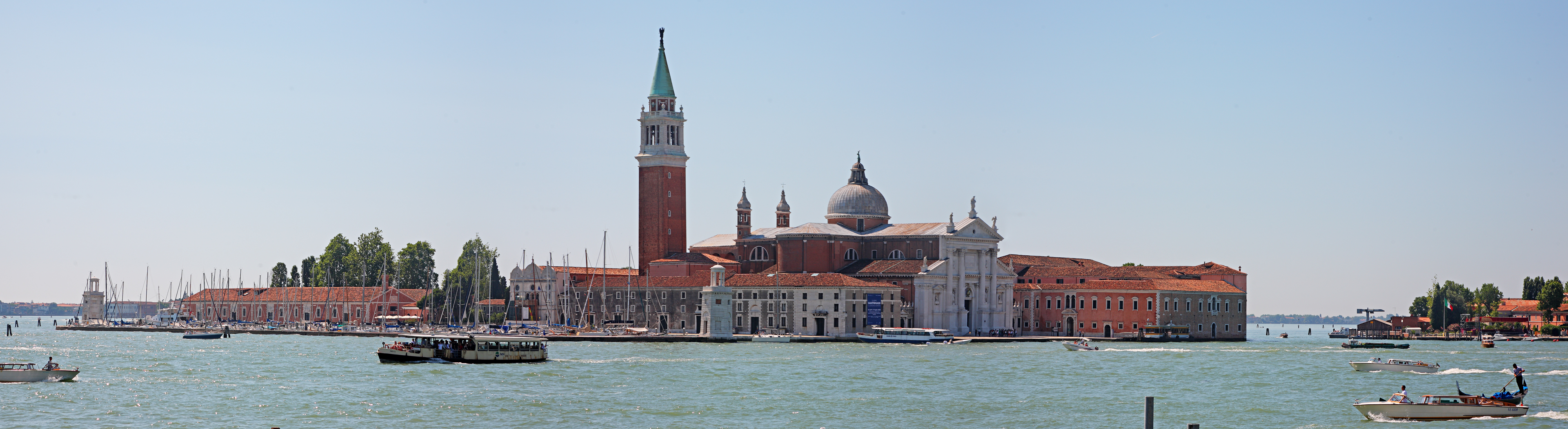
산조르조마조레 섬 전체가 담긴 사진. 본 작품보다 대운하에 더 가까운 위치에서 촬영되었기 때문에 산 조르조 마조레 성당의 종탑과 돔이 구분된다.

1908년 베네치아에 도착한 모네와 아내 알리스 오슈데는 몇주 동안 바르바로궁에 머무르다 호텔 브리타니아로 숙소를 옮겨 12월까지 머물렀다. 모네 부인은 브리타니아 호텔에서는 "이럴 수가 있는가 싶지만, 바르바로 궁전보다 더 아름다운 풍경이 펼쳐졌다"는 소감을 남겼다. 모네는 호텔에서 바라보는 풍경을 주로 그렸지만 이 그림만큼은 그렇지 않은 것으로 보인다. 호텔에서 보이는 전망에는 산 조르조 마조레 성당이 보이지만, 〈황혼의 산조르조마조레〉는 섬 전체에 초점을 맞추고 있어, 호텔보다는 리바 델리 스키아보니라는 바닷가에서 바라본 것으로 보인다. 모네는 바닷가에서 그림 그리는 것을 꺼렸는데 관광객 무리를 싫어했기 떄문이다. 또한 르누아르나 마네처럼 베네치아를 그렸던 다른 작가들에게 평가받지나 않을지 걱정했다. 실제로 산조르조마조레 섬은 초기 인상파 화가인 터너를 비롯한 화가들에게 인기있는 소재였다.
모네는 베네치아에 머물며 "그리기에는 너무 아름다운" 도시라 느꼈다고 한다. 모네가 대다수 작품들을 완성하지 못하고 고향 프랑스의 지베르니로 돌아온 까닭이 여기에 있다는 설도 제기된다. 그러나 모네는 이미 대상을 앞에 두고 실물을 바라보며 그림을 그리는 그간의 관행에서 물러난 시점이었다. 모네는 자택에서 베네치아 풍경화를 마저 그리기 시작하였는데, 1911년 아내 알리스 오슈데가 사망한 것이 작품의 완성에 영향을 미친 것으로 보인다.

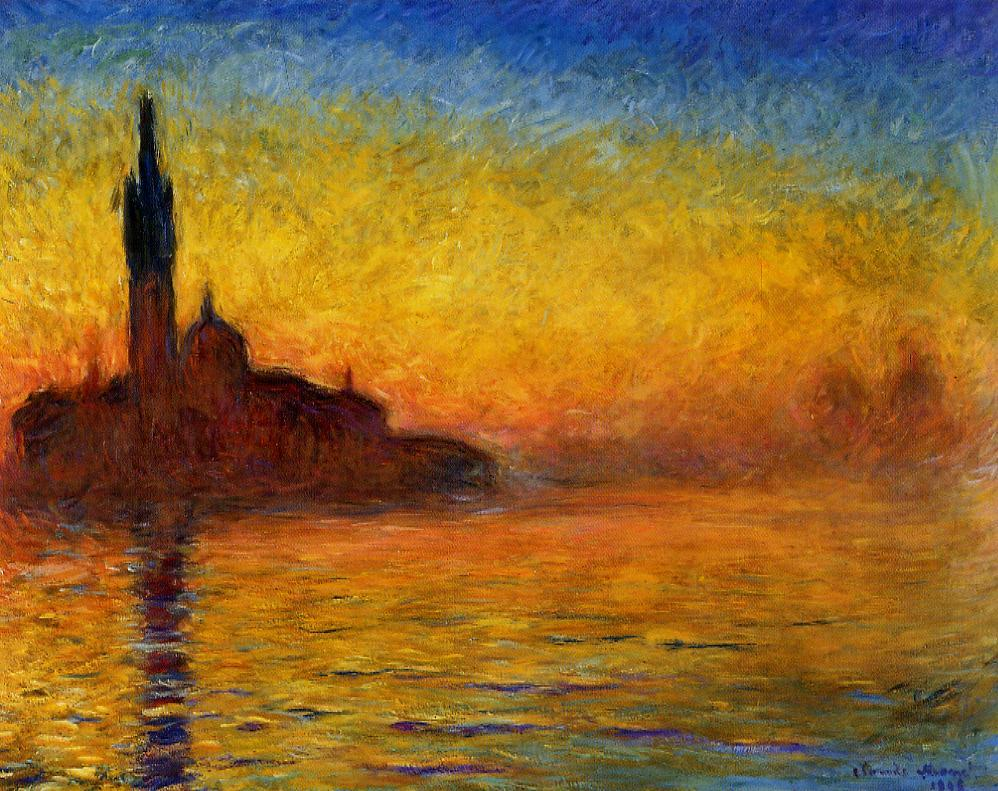
일본 도쿄 브리지스톤 미술관 소장본

1912년 파리의 베르넹죈 갤러리에서 모네의 베네치아 그림 29점을 모은 개인전 〈클로드 모네 베니스〉(Claude Monet Venise)가 열렸다. 같은 갤러리에서 루앙 대성당과 런던 연작의 전시도 열렸다. 전시가 성공을 거두며 이들 그림은 전세계로 분산되었다.

## 대중 문화에서
1999년 존 맥티어넌 감독의 강도 영화 《토마스 크라운 어페어》에서 등장하며, 메트로폴리탄 미술관에 소장되어 있다가 도난당하는 것으로 묘사된다. 실제 메트로폴리탄 미술관은 이 그림을 소장하고 있지는 않지만 베네치아 연작 가운데 〈산조르조마조레에서 바라본 두칼레 궁전〉을 소장하고 있다.

## 같이 보기
- 산조르조마조레 연작
- 클로드 모네의 작품 목록

#### 참고 문헌
- Brownjohn, John and Stephan Koja and Galerie Osterreichische, Claude Monet. New York: Prestel, 1996.
- Koja, Stephan and Katja Miksovsky, Claude Monet: the Magician of Colour. New York: Prestel, 1997.
- National Museum Wales, "San Giorgio Maggiore by Twilight Breaking Dawn," .
- Newcomb, Molly. "San Giorgio Maggiore at Dusk: Claude Monet." (2 April 2012)
- Pissarro, Joachim.  Monet and the Mediterranean, New York: Rizzoli, 1997.
- Tucker, Paul Hayes and George T.M. Shackleford and Mary Anne Stevens, Monet in the 20th Century. New Haven: Museum of Fine Arts, 1998.